# Paul de Chadois
Paul de Chadois (12 mars 1830, Saint-Barthélemy - 20 juillet 1900, Bergerac), est un militaire et homme politique français.

## Biographie
(Marc Antoine Gabriel Marie) Paul de Chadois naît en Lot-et-Garonne, à Saint-Barthélemy le 12 mars 1830.
Il se destine de bonne heure à la carrière militaire et rentre à l'École militaire de Saint-Cyr. Officier à l'âge de 21 ans, il parvient au grade de capitaine, puis donne sa démission en 1867. Il se marie alors avec Marie Louise Pauline  Léonie de Ségur et s'installe à Mescoules, au château de la Pleyssade. Pendant la guerre de 1870, de Chadois, chef de bataillon, puis lieutenant-colonel, puis colonel dirige le 22e régiment de marche des Mobiles de la Dordogne. Lors de la bataille de Coulmiers, il est blessé le 9 novembre 1870 et il est décoré de la Légion d'honneur.
Aux élections pour l'Assemblée nationale, le 8 février 1871, il devient représentant de la Dordogne (jusqu'en 1875), fait partie du centre gauche, dont il devient l'un des vice-présidents, et soutient la politique de Thiers. Il prend une part active à la discussion des lois militaires en 1872.
Candidat pour un siège de sénateur inamovible, le colonel de Chadois est élu par l'assemblée, le 11 décembre 1875. Il siège au centre gauche du Sénat jusqu'à son décès en 1900.
Il a été conseiller général du canton de Sigoulès de 1871 à 1880.
Il meurt en Dordogne, à son domicile de Bergerac, le 20 juillet 1900. Il est inhumé au cimetière de Mescoules